# Стъклен сом
Стъкленият сом (Kryptopterus bicirrhis) е вид риба от семейство Сомови (Siluridae).

## Разпространение
Среща се в реки и слаботечащи потоци в гъсто залесените райони на Югоизточна Азия – Борно, Ява, Индия, Индонезия, Тайланд, Суматра и Малайзия. 

## Описание
Има продълговато и прозрачно тяло, вариращо на дължина от 10 до 15 cm. На горната му челюст са разположени двойка дълги антени.